# こけらずし (有馬温泉)
こけらずしは、兵庫県神戸市有馬温泉の新名物として考案、復活された押し寿司。
有馬温泉には日本国外からの旅行客も多く、日本の食文化として「寿司」を食べてみたいが、生魚は苦手という人も少なくない。そこで焼き魚や魚のそぼろ、野菜を用いるこけらずしを復活させ、新たな名物とするプロジェクトが2019年春にスタートした。
江戸時代、江戸では握り寿司が誕生し、人気となったが、関西では「大阪寿司」と呼ばれる押し寿司が人気が高かった。江戸期の文献では、「こけら寿司」が流行している旨の文章が見られ、心斎橋に名店があったことが記録されている。
こけら寿司は、高知県東洋町のこけらずし、兵庫県淡路市のこけらずしなどが残っている。有馬温泉観光協会がインバウンド消費拡大のために「生魚が苦手なインバウンド客向けの寿司」についてフードプランナーの曽我和弘に相談したところ、曽我から「こけら寿司」を復活させてはどうかとの提案が行われた。曽我も淡路市のベラのこけらずしは食したことがあったが、歴史的な知識には心もとなかったためミツカン大阪支社に相談、ミツカンではちょうど奥村彪夫を交えてこけら寿司の検証を始めていたところであった。さらには、ミツカン本社で「お酢博士」の異名を取る赤野裕文、寿司研究の第一人者・日比野光敏の協力もあおいだ。
こけら寿司復活プロジェクトでは、復活にあたって以下の定義を作っている。
1. 江戸時代の箱寿司に端を発す[3]。
2. こけらの如く最上部をそぼろ、おぼろを敷き詰めるか、もしくはスライスしたネタを載せる[3]。
3. こけらの屋根を表現するかのように必ず二層以上の層を作る[3]。
4. 純酒粕酢の「三ツ判山吹」を使う[3]。
三ツ判山吹は、関西にはほとんど流通していないミツカンの酢であるが、江戸時代のレシピを基に再現して製品化しているため、歴史的なテーマからも使用に意義があるとして定められた[3]。

こけらずしの具現化には、「有馬禅寿司」の辻村昭紀、老舗旅館「御所坊」の料理長・勝田英治が行っている。
2019年11月15日には、マスコミ向けにプロジェクトの主旨説明会、発表会、試食会が「御所坊」で開催された。